# Cinquième circonscription de l'Oise
La cinquième circonscription de l'Oise est l'une des sept circonscriptions législatives françaises que compte le département de l'Oise (60) situé en région Hauts-de-France.

## Description géographique et démographique
La cinquième circonscription de l'Oise est délimitée par le découpage électoral de la loi no 86-1197 du 24 novembre 1986, elle regroupe les divisions administratives suivantes :
- Canton d'Attichy
- Canton de Compiègne-Sud-Est
- Canton de Compiègne-Sud-Ouest
- Canton de Crépy-en-Valois
- Canton d'Estrées-Saint-Denis.

D'après le recensement général de la population en 1999, réalisé par l'Institut national de la statistique et des études économiques (INSEE), la population totale de cette circonscription est estimée à 101 223 habitants,.

## Historique des députations
| Législature | Début de mandat | Fin de mandat  | Député              | Parti politique        | Observations                                                                           |
| ----------- | --------------- | -------------- | ------------------- | ---------------------- | -------------------------------------------------------------------------------------- |
| IXe         | 23 juin 1988    | 1er avril 1993 | Lionel Stoléru      | Apparenté PS           |                                                                                        |
| Xe          | 2 avril 1993    | 21 avril 1997  | Lucien Degauchy,    | RPR,                   | Mandat écourté à la suite d'une dissolution parlementaire décidée par Jacques Chirac.  |
| XIe         | 12 juin 1997    | 18 juin 2002   | Lucien Degauchy,    | RPR,                   |                                                                                        |
| XIIe        | 19 juin 2002    | 19 juin 2007   | Lucien Degauchy,    | UMP,                   |                                                                                        |
| XIIIe       | 20 juin 2007    | 19 juin 2012   | Lucien Degauchy     | UMP                    |                                                                                        |
| XIVe        | 20 juin 2012    | 20 juin 2017   | Lucien Degauchy     | UMP puis LR            |                                                                                        |
| XVe         | 21 juin 2017    | 21 juin 2022   | Pierre Vatin        | LR                     |                                                                                        |
| XVIe        | 22 juin 2022    | 9 juin 2024    | Pierre Vatin        | LR                     | Mandat écourté à la suite d'une dissolution parlementaire décidée par Emmanuel Macron. |
| XVIIe       | 8 juillet 2024  | En cours       | Frédéric Pierre vos | Rassemblement National |                                                                                        |

## Historique des élections

### Élections de 1988
| Candidat       | Candidat           | Parti                      | Premier tour | Premier tour | Second tour | Second tour |  |
| Candidat       | Candidat           | Parti                      | Voix         | %            | Voix        | %           |  |
| -------------- | ------------------ | -------------------------- | ------------ | ------------ | ----------- | ----------- |  |
|                | Lionel Stoléru élu | Divers gauche (Maj. prés.) | 13 812       | 37,43        | 21 027      | 55,29       |  |
|                | Bernard Collomb    | RPR (URC)                  | 11 746       | 31,83        | 17 005      | 44,71       |  |
|                | Gilles Masure      | PCF                        | 7 002        | 18,97        |             |             |  |
|                | Guy Harlé d'Ophove | FN                         | 4 345        | 11,77        |             |             |  |
|                |                    |                            |              |              |             |             |  |
| Inscrits       | Inscrits           | Inscrits                   | 56 953       | 100,00       | 56 935      | 100,00      |  |
| Abstentions    | Abstentions        | Abstentions                | 19 174       | 33,67        | 17 049      | 29,94       |  |
| Votants        | Votants            | Votants                    | 37 779       | 66,33        | 39 886      | 70,06       |  |
| Blancs et nuls | Blancs et nuls     | Blancs et nuls             | 874          | 2,31         | 1 854       | 4,65        |  |
| Exprimés       | Exprimés           | Exprimés                   | 36 905       | 97,69        | 38 032      | 95,35       |  |

Le suppléant de Lionel Stoléru était Michel Françaix, PS, chargé de mission auprès de François Mitterrand, conseiller régional. Michel Françaix remplaça Lionel Stoléru, nommé membre du gouvernement, du 29 juillet 1988 au 1er avril 1993.

### Élections de 1993
| Candidat       | Candidat               | Parti          | Premier tour | Premier tour | Second tour | Second tour |  |
| Candidat       | Candidat               | Parti          | Voix         | %            | Voix        | %           |  |
| -------------- | ---------------------- | -------------- | ------------ | ------------ | ----------- | ----------- |  |
|                | Lucien Degauchy élu    | RPR (UPF)      | 16 528       | 40,04        | 23 701      | 60,24       |  |
|                | François Ferrieux      | PS (ADFP)      | 5 940        | 14,39        | 15 642      | 39,76       |  |
|                | Jean-Paul Letourneur   | FN             | 5 908        | 14,31        |             |             |  |
|                | Gilles Masure          | PCF            | 4 528        | 10,97        |             |             |  |
|                | André Pauquet          | Les Verts      | 2 376        | 5,76         |             |             |  |
|                | Lionel Stoléru sortant | GÉ (EÉ)        | 2 226        | 5,39         |             |             |  |
|                | Jean-Marc Iskin        | LO             | 1 222        | 2,96         |             |             |  |
|                | Sylvie Giraud          | LT-LNÉ         | 1 017        | 2,46         |             |             |  |
|                | Guy Harlé d'Ophove     | CNIP           | 708          | 1,72         |             |             |  |
|                | Claude Pancrazi        | Divers droite  | 595          | 1,44         |             |             |  |
|                | Pierre Jaudon          | UDI            | 232          | 0,56         |             |             |  |
|                |                        |                |              |              |             |             |  |
| Inscrits       | Inscrits               | Inscrits       | 61 491       | 100,00       | 61 487      | 100,00      |  |
| Abstentions    | Abstentions            | Abstentions    | 17 954       | 29,2         | 18 754      | 30,5        |  |
| Votants        | Votants                | Votants        | 43 537       | 70,8         | 42 733      | 69,5        |  |
| Blancs et nuls | Blancs et nuls         | Blancs et nuls | 2 257        | 5,18         | 3 390       | 7,93        |  |
| Exprimés       | Exprimés               | Exprimés       | 41 280       | 94,82        | 39 343      | 92,07       |  |

Le suppléant de Lucien Degauchy était Michel Mahieux, UDF, chef d'entreprise, conseiller général du canton de Compiègne-Sud-Est, adjoint au maire de Compiègne.

### Élections de 1997
| Candidat       | Candidat                      | Parti          | Premier tour | Premier tour | Second tour | Second tour |  |
| Candidat       | Candidat                      | Parti          | Voix         | %            | Voix        | %           |  |
| -------------- | ----------------------------- | -------------- | ------------ | ------------ | ----------- | ----------- |  |
|                | Lucien Degauchy sortant réélu | RPR            | 14 146       | 33,04        | 20 106      | 43,75       |  |
|                | Laurence Rossignol            | PS             | 9 620        | 22,47        | 19 418      | 42,25       |  |
|                | Jean-Paul Letourneur          | FN             | 8 035        | 18,77        | 6 434       | 14          |  |
|                | Hélène Masure                 | PCF            | 3 616        | 8,45         |             |             |  |
|                | Béatrice Patrie               | MDC            | 2 206        | 5,15         |             |             |  |
|                | Éric Dancoisne                | MÉI            | 1 698        | 3,97         |             |             |  |
|                | Bruno Ferlay                  | LO             | 1 260        | 2,94         |             |             |  |
|                | Françoise Courtalhac          | Divers gauche  | 1 217        | 2,84         |             |             |  |
|                | Michel Drouard                | LDI (MPF)      | 1 016        | 2,37         |             |             |  |
|                |                               |                |              |              |             |             |  |
| Inscrits       | Inscrits                      | Inscrits       | 62 448       | 100,00       | 62 448      | 100,00      |  |
| Abstentions    | Abstentions                   | Abstentions    | 17 932       | 28,72        | 15 181      | 24,31       |  |
| Votants        | Votants                       | Votants        | 44 516       | 71,28        | 47 267      | 75,69       |  |
| Blancs et nuls | Blancs et nuls                | Blancs et nuls | 1 702        | 3,82         | 1 309       | 2,77        |  |
| Exprimés       | Exprimés                      | Exprimés       | 42 814       | 96,18        | 45 958      | 97,23       |  |

Le suppléant de Lucien Degauchy était Michel Mahieux.

### Élections de 2002
| Candidat       | Candidat                      | Parti            | Premier tour | Premier tour | Second tour | Second tour |  |
| Candidat       | Candidat                      | Parti            | Voix         | %            | Voix        | %           |  |
| -------------- | ----------------------------- | ---------------- | ------------ | ------------ | ----------- | ----------- |  |
|                | Lucien Degauchy sortant réélu | UMP              | 19 818       | 48,21        | 23 715      | 63,66       |  |
|                | Laurence Rossignol            | PS               | 9 677        | 23,54        | 13 538      | 36,34       |  |
|                | Monique Burel                 | FN               | 6 153        | 14,97        |             |             |  |
|                | Hélène Masure                 | PCF              | 1 536        | 3,74         |             |             |  |
|                | Éric Dancoisne                | Les Verts        | 1 224        | 2,98         |             |             |  |
|                | Hélène Becherini              | LO               | 567          | 1,38         |             |             |  |
|                | Sophie Joubert                | LCR              | 509          | 1,24         |             |             |  |
|                | Christian Ganier              | CPNT             | 412          | 1            |             |             |  |
|                | Dominique Ciavatti            | CNIP             | 350          | 0,85         |             |             |  |
|                | Gustave Baillot               | MPF              | 273          | 0,66         |             |             |  |
|                | Muguette Udry                 | MNR              | 252          | 0,61         |             |             |  |
|                | Sylvie Chorowicz              | PT               | 192          | 0,47         |             |             |  |
|                | Odile Tissot                  | Pôle républicain | 143          | 0,35         |             |             |  |
|                |                               |                  |              |              |             |             |  |
| Inscrits       | Inscrits                      | Inscrits         | 65 787       | 100,00       | 65 788      | 100,00      |  |
| Abstentions    | Abstentions                   | Abstentions      | 24 039       | 36,54        | 27 260      | 41,44       |  |
| Votants        | Votants                       | Votants          | 41 748       | 63,46        | 38 528      | 58,56       |  |
| Blancs et nuls | Blancs et nuls                | Blancs et nuls   | 642          | 1,54         | 1 275       | 3,31        |  |
| Exprimés       | Exprimés                      | Exprimés         | 41 106       | 98,46        | 37 253      | 96,69       |  |

La suppléante de Lucien Degauchy était Danielle Carlier, assistante parlementaire, d'Attichy.

### Élections de 2007
|                | Lucien Degauchy sortant réélu | UMP            | 22 570 | 55,45  |  |  |  |
|                | Laurence Rossignol            | PS             | 8 942  | 21,97  |  |  |  |
|                | Arielle François              | UDF–MoDem      | 2 160  | 5,31   |  |  |  |
|                | Monique Chapel                | FN             | 2 042  | 5,02   |  |  |  |
|                | Hélène Masure                 | PCF            | 1 283  | 3,15   |  |  |  |
|                | Jacques Minnaert              | Les Verts      | 714    | 1,75   |  |  |  |
|                | Fabrice Dalongeville          | PRG            | 592    | 1,45   |  |  |  |
|                | Jonathan Deschamps            | LCR            | 515    | 1,27   |  |  |  |
|                | Nathanaël Rosenfeld           | MPF            | 454    | 1,12   |  |  |  |
|                | Xavier Denis                  | LO             | 318    | 0,78   |  |  |  |
|                | Patrice Coiffard              | GÉ             | 290    | 0,71   |  |  |  |
|                | Martine Paillard              | CPNT           | 288    | 0,71   |  |  |  |
|                | Jean-Francis Bocquillet       | MNR            | 216    | 0,53   |  |  |  |
|                | Thérèse de La Fuente          | Divers         | 189    | 0,46   |  |  |  |
|                | Sylvie Chorowicz              | PT             | 131    | 0,32   |  |  |  |
|                |                               |                |        |        |  |  |  |
| Inscrits       | Inscrits                      | Inscrits       | 69 707 | 100,00 |  |  |  |
| Abstentions    | Abstentions                   | Abstentions    | 28 469 | 40,84  |  |  |  |
| Votants        | Votants                       | Votants        | 41 238 | 59,16  |  |  |  |
| Blancs et nuls | Blancs et nuls                | Blancs et nuls | 534    | 1,29   |  |  |  |
| Exprimés       | Exprimés                      | Exprimés       | 40 704 | 98,71  |  |  |  |

### Élections de 2012
| Candidat       | Candidat                      | Parti          | Premier tour | Premier tour | Second tour | Second tour |  |
| Candidat       | Candidat                      | Parti          | Voix         | %            | Voix        | %           |  |
| -------------- | ----------------------------- | -------------- | ------------ | ------------ | ----------- | ----------- |  |
|                | Lucien Degauchy sortant réélu | UMP            | 16 118       | 39,40        | 22 332      | 57,85       |  |
|                | Fabrice Dalongeville          | PRG (PS)       | 9 299        | 22,73        | 16 269      | 42,15       |  |
|                | Jean-Paul Letourneur          | RBM (FN)       | 6 912        | 16,90        |             |             |  |
|                | Bertrand Brassens             | diss. PS       | 4 680        | 11,44        |             |             |  |
|                | Géraldine Minet               | FG (PCF)       | 1 466        | 3,58         |             |             |  |
|                | Anne-Laure Parmentier         | PCD            | 690          | 1,69         |             |             |  |
|                | Ronan Tanguy                  | CpF (MoDem)    | 568          | 1,39         |             |             |  |
|                | Benjamin Belaidi              | Divers gauche  | 368          | 0,90         |             |             |  |
|                | Luc Lebrun                    | MÉI            | 350          | 0,86         |             |             |  |
|                | Luc Wilquin                   | AÉI            | 276          | 0,67         |             |             |  |
|                | Hélène Becherini              | LO             | 183          | 0,45         |             |             |  |
|                |                               |                |              |              |             |             |  |
| Inscrits       | Inscrits                      | Inscrits       | 71 393       | 100,00       | 71 394      | 100,00      |  |
| Abstentions    | Abstentions                   | Abstentions    | 29 992       | 42,01        | 31 688      | 44,38       |  |
| Votants        | Votants                       | Votants        | 41 401       | 57,99        | 39 706      | 55,62       |  |
| Blancs et nuls | Blancs et nuls                | Blancs et nuls | 491          | 1,19         | 1 105       | 2,78        |  |
| Exprimés       | Exprimés                      | Exprimés       | 40 910       | 98,81        | 38 601      | 97,22       |  |

### Élections de 2017
|                                                                         |                                                         |                           |                           |                          |                          |
|                                                                         |                                                         | Premier tour 11 juin 2017 | Premier tour 11 juin 2017 | Second tour 18 juin 2017 | Second tour 18 juin 2017 |
|                                                                         |                                                         |                           |                           |                          |                          |
|                                                                         |                                                         | Nombre                    | % des inscrits            | Nombre                   | % des inscrits           |
| Inscrits                                                                | Inscrits                                                | 72 840                    | 100,00                    | 72 842                   | 100,00                   |
| Abstentions                                                             | Abstentions                                             | 38 103                    | 52,31                     | 42 864                   | 58,85                    |
| Votants                                                                 | Votants                                                 | 34 737                    | 47,69                     | 29 978                   | 41,15                    |
|                                                                         |                                                         |                           | % des votants             |                          | % des votants            |
| Bulletins blancs                                                        | Bulletins blancs                                        | 481                       | 1,38                      | 1 813                    | 6,05                     |
| Bulletins nuls                                                          | Bulletins nuls                                          | 184                       | 0,53                      | 742                      | 2,48                     |
| Suffrages exprimés                                                      | Suffrages exprimés                                      | 34 072                    | 98,09                     | 27 423                   | 91,48                    |
|                                                                         |                                                         |                           |                           |                          |                          |
| Candidat Étiquette politique (partis et alliances)                      | Candidat Étiquette politique (partis et alliances)      | Voix                      | % des exprimés            | Voix                     | % des exprimés           |
|                                                                         |                                                         |                           |                           |                          |                          |
|                                                                         | Emmanuelle Bour La République en marche                 | 10 218                    | 29,99                     | 12 076                   | 44,04                    |
|                                                                         | Pierre Vatin Les Républicains                           | 6 792                     | 19,93                     | 15 347                   | 55,96                    |
|                                                                         | François Gachignard Front national                      | 6 596                     | 19,36                     |                          |                          |
|                                                                         | Laurent Grenier La France insoumise                     | 2 559                     | 7,51                      |                          |                          |
|                                                                         | Jean Desessart Divers droite                            | 2 543                     | 7,46                      |                          |                          |
|                                                                         | Bertrand Brassens Parti socialiste                      | 1 585                     | 4,65                      |                          |                          |
|                                                                         | Luc Blanchard Europe Écologie Les Verts                 | 1 092                     | 3,20                      |                          |                          |
|                                                                         | Hélène Masure Parti communiste français                 | 1 053                     | 3,09                      |                          |                          |
|                                                                         | Augusto Fernandes Debout la France                      | 425                       | 1,25                      |                          |                          |
|                                                                         | Mariam Lamzoudi Divers droite                           | 350                       | 1,03                      |                          |                          |
|                                                                         | Fatima Massau Divers droite                             | 339                       | 0,99                      |                          |                          |
|                                                                         | Hélène Becherini Lutte ouvrière                         | 273                       | 0,80                      |                          |                          |
|                                                                         | Hassina Guenouche Divers (Union populaire républicaine) | 157                       | 0,46                      |                          |                          |
|                                                                         | Gilles Nade Divers                                      | 90                        | 0,26                      |                          |                          |
| Source : Ministère de l'Intérieur - Cinquième circonscription de l'Oise |                                                         |                           |                           |                          |                          |

### Élections de 2022
| Candidat                 | Candidat                 | Parti et coalition       | Nuance                   | Premier tour | Premier tour | Second tour | Second tour |
| Candidat                 | Candidat                 | Parti et coalition       | Nuance                   | Voix         | %            | Voix        | %           |
| ------------------------ | ------------------------ | ------------------------ | ------------------------ | ------------ | ------------ | ----------- | ----------- |
|                          | Myriam Lamzoudi          | RN                       | RN                       | 8 362        | 24,44        | 12 399      | 40,22       |
|                          | Pierre Vatin             | LR (UDC)                 | LR                       | 7 935        | 23,19        | 18 430      | 59,78       |
|                          | Luc Blanchard            | EELV (NUPES)             | NUP                      | 7 298        | 21,33        |             |             |
|                          | Etienne Diot             | LREM (ENS)               | ENS                      | 6 860        | 20,05        |             |             |
|                          | Clary Langlois-Meurinne  | REC                      | REC                      | 1 677        | 4,90         |             |             |
|                          | Régine Harray Cohen      | PA                       | ECO                      | 1 029        | 3,01         |             |             |
|                          | Hélène Becherini         | LO                       | DXG                      | 548          | 1,60         |             |             |
|                          | Augusto Fernandes        | DLF (UPF)                | DSV                      | 503          | 1,47         |             |             |
|                          |                          |                          |                          |              |              |             |             |
| Votes valides            | Votes valides            | Votes valides            | Votes valides            | 34 212       | 98,44        | 30 829      | 93,80       |
| Votes blancs             | Votes blancs             | Votes blancs             | Votes blancs             | 391          | 1,13         | 1 576       | 4,79        |
| Votes nuls               | Votes nuls               | Votes nuls               | Votes nuls               | 152          | 0,44         | 463         | 1,41        |
| Total                    | Total                    | Total                    | Total                    | 34 755       | 100          | 32 868      | 100         |
| Abstention               | Abstention               | Abstention               | Abstention               | 38 567       | 52,60        | 40 467      | 55,18       |
| Inscrits / participation | Inscrits / participation | Inscrits / participation | Inscrits / participation | 73 322       | 47,40        | 73 335      | 44,82       |

### Élections de 2024
| Candidat                 | Candidat                 | Parti et coalition       | Nuance                   | Premier tour | Premier tour | Second tour | Second tour |
| Candidat                 | Candidat                 | Parti et coalition       | Nuance                   | Voix         | %            | Voix        | %           |
| ------------------------ | ------------------------ | ------------------------ | ------------------------ | ------------ | ------------ | ----------- | ----------- |
|                          | Frédéric-Pierre Vos      | RN                       | RN                       | 20 070       | 42,15        | 24 669      | 55,76       |
|                          | Bertrand Brassens        | PS (NFP)                 | UG                       | 10 491       | 22,03        | 19 575      | 44,24       |
|                          | Pierre Vatin             | LR (UDC)                 | LR                       | 8 427        | 17,70        |             |             |
|                          | Étienne Diot             | RE (ENS)                 | ENS                      | 7 232        | 15,19        |             |             |
|                          | Véronique Rogez          | DLF                      | DSV                      | 509          | 1,07         |             |             |
|                          | Hélène Becherini         | LO                       | EXG                      | 503          | 1,06         |             |             |
|                          | Jean-Paul Boucher        | REC                      | REC                      | 379          | 0,80         |             |             |
|                          |                          |                          |                          |              |              |             |             |
| Suffrages exprimés       | Suffrages exprimés       | Suffrages exprimés       | Suffrages exprimés       | 47 611       | 97,94        | 44 244      | 91,75       |
| Votes blancs             | Votes blancs             | Votes blancs             | Votes blancs             | 704          | 1,45         | 3 124       | 6,48        |
| Votes nuls               | Votes nuls               | Votes nuls               | Votes nuls               | 299          | 0,62         | 854         | 1,77        |
| Total                    | Total                    | Total                    | Total                    | 48 614       | 100          | 48 222      | 100         |
| Abstention               | Abstention               | Abstention               | Abstention               | 25 031       | 33,99        | 25 423      | 34,52       |
| Inscrits / participation | Inscrits / participation | Inscrits / participation | Inscrits / participation | 73 645       | 66,01        | 73 645      | 65,48       |

#### Département de l'Oise
- La fiche de l'INSEE de cette circonscription : « Tableaux et Analyses de la cinquième circonscription de l'Oise », sur insee.fr, site de l'Institut national de la statistique et des études économiques (consulté le 10 juin 2007) [PDF]

- « Tous les députés du département de l'Oise depuis 1789 », sur assemblee-nationale.fr, site de l'Assemblée nationale française (consulté le 10 juin 2007)

- « Informations contentieuses sur le département de l'Oise (Élections législatives de 2002) »(Archive.org • Wikiwix • Archive.is • Google • Que faire ?), sur conseil-constitutionnel.fr, site du Conseil constitutionnel (consulté le 13 juin 2007)

#### Circonscriptions en France
- « Carte des circonscriptions législatives en France », sur assemblee-nationale.fr, site de l'Assemblée nationale française (consulté le 10 juin 2007)

- « Résultats électoraux officiels en France »(Archive.org • Wikiwix • Archive.is • Google • Que faire ?), sur interieur.gouv.fr, site du ministère de l'Intérieur (France) (consulté le 13 juin 2007)

- Description et Atlas des circonscriptions électorales de France sur http://www.atlaspol.com, Atlaspol, site de cartographie géopolitique, consulté le 13 juin 2007.